# Resolució 1092 del Consell de Seguretat de les Nacions Unides
La Resolució 1092 del Consell de Seguretat de les Nacions Unides fou adoptada per unanimitat el 23 de desembre de 1996.
Després de recordar totes les resolucions sobre Xipre, en particular les resolucions 186 (1964), 939 (1994) i 1062 (1996), el Consell va expressar la seva preocupació pel deteriorament de la disputa política a Xipre i va ampliar el mandat de la Força de les Nacions Unides pel Manteniment de la Pau a Xipre (UNFICYP) fins al 30 de juny de 1997.
Durant l'any, la situació a l'illa es va deteriorar i va augmentar la tensió entre les dues comunitats de la nació insular. La violència al llarg de la línia d'alto el foc no s'havia vist des de 1974 i també es va incrementar la violència contra el personal de la UNFICYP. El Consell de Seguretat va afirmar que les negociacions per solucionar la controvèrsia s'havien retardat massa temps i que estaven en un punt mort.
El Consell va lamentar la mort de tres civils grecoxipriotes i un soldat turcoxipriota i les ferides als civils i la UNFICYP, destacant, en particular, l'ús desproporcionat de la força per part de Xipre del Nord i el paper passiu jugat per la policia xipriota quan es tracta de manifestacions civils. Va lamentar que no s'hagués avançat en l'aplicació de les següents mesures:
(a) estendre l'acord de desmantellament de 1989 a altres àmbits on les dues parts es trobaven molt a prop;
(b) la prohibició d'armes al voltant de la línia d'alto el foc;
(c) un codi de conducta per a tropes properes a la línia d'alto el foc.
Es va demanar a les autoritats militars d'ambdues parts:
(a) netejar tots els camps de mines al voltant de la zona d'amortiment;
(b) cessament de la construcció d'edificis militars a la zona d'amortiment;
(c) no fa exercicis militars al llarg de la zona d'amortiment.
La despesa de defensa a Xipre havia de reduir-se i l'estancament actual del procés de pau era inacceptable per al Consell. Va lamentar que no s'hagin implementat recomanacions humanitàries. Les discussions sobre l'adhesió a la Unió Europea van ser un nou desenvolupament important que s'espera que faciliti un acord global del problema de Xipre. Es va demanar al Secretari General de les Nacions Unides que informés al Consell el 10 de juny de 1997 sobre l'aplicació de la resolució actual.